# 巴納低線鱲
巴納低線鱲（学名：Barilius barna）为輻鰭魚綱鯉形目鲤科的一個種，分布於亞洲印度、孟加拉、尼泊爾及緬甸，體長可達15公分，棲息在水質清澈、礫石底質的丘陵溪流，可做為食用魚。

## 扩展阅读
維基物種上的相關：巴納低線鱲